# 大姬蛙
大姬蛙（学名：Microhyla berdmorei）为姬蛙科姬蛙属的两栖动物。在中国大陆，分布于云南等地。该物种的模式产地在缅甸。